# DeMar DeRozan
DeMar Darnell DeRozan (født 7. august 1989) er en amerikansk professionel basketballspiller, som spiller for NBA-holdet Sacramento Kings. Han har været på All-Star holdet seks gange i hans karriere.

## Klubkarriere

### Toronto Raptors
DeRozan blev draftet af Toronto Raptors med det niende valg i 2009 draften. Efter en relativt anonym debutsæson, så gik han fra at score otte point per kamp, til at score 17 per kamp i sin anden sæson. Han scorede i 2013-14 sæsonen for første gang i sin karriere 20+ point per kamp. Dette resulterede i, at han for første gang i sin karriere blev valgt til All-Star kampen.
Efter en skadesplaget 2014-15 sæson, så vendte DeRozan tilbage i fuld form i 2015-16, hvor at han igen blev valgt til All-Star holdet. I slutspillet ledte DeRozan Raptors hele vejen til semifinalen, som var det længste holdet var kommet nogensinde før. Her tabte de dog til Cleveland Cavaliers.
DeRozan havde et rekordår i 2016-17, da han scorede 27,3 point per kamp for sæsonen. Den 28. december 2016, scorede han sit point nummer 10.290 for Raptors, og slog dermed Chris Boshs rekord for flest point for klubben nogensinde. Dette resulterede i, at han for første gang blev valgt til et All-NBA hold, da han kom på Third Team All-NBA, som består af de 11-15 bedste spillere i sæsonen.
Den 1. januar 2018 i en kamp imod Milwaukee Bucks, scorede DeRozan 52 point, og satte hermed en ny rekord for flest point i en kamp af en Raptors spiller. Han blev for 2017-18 sæsonen inkluderet på All-NBA Second Team, som er de 6-10 bedste spillere i sæsonen.

### San Antonio Spurs
Den 18. juli 2018, blev DeRozan tradet til San Antonio Spurs i bytte for Kawhi Leonard. Han spillede tre sæsoner i San Antonio, og trods han havde fin effektivtet og scoring, så kom Spurs aldrig videre end den første runde i slutspillet med DeRozan.

### Chicago Bulls
DeRozan blev tradet til Chicago Bulls den 11. august 2021. Skiftet var en stor succes, og hans scoring gik fra 21 til 28 point per kamp. Han blev for første gang siden 2018 valgt til All-Star holdet i sæsonen.
Den 28. oktober 2022 scorede DeRozan sit point nummer 20.000 i NBA, og blev hermed spiller nummer 50 til at opnå dette antal i ligaens historie.

### Sacramento Kings
DeRozan skiftede i juli 2024 til Sacramento Kings i en aftale som sendte flere spillere mellem Bulls, Kings og Spurs.

## Landsholdskarriere
DeRozan var del af USA's landshold, som vandt guld ved sommer-OL 2016.